# Ibbi-Suen

Mapa obszarów kontrolowanych przez III trzecią dynastię z Ur – najciemniejszym odcieniem zielonego zaznaczono obszar kontrolowany przez Ibbi-Suena na początku jego panowania

Ibbi-Suen, Ibbisin – ostatni władca III dynastii z Ur, panował w latach 2029–2005 p.n.e. (chronologia średnia).
Ibbi-Suen na tron wstąpił po ojcu Szu-Suenie. W okresie jego panowania państwo III dynastii z Ur trwało w kryzysie spowodowanym naporem koczowniczych plemion Amorytów. Zajmowali oni tereny północnej i centralnej Mezopotamii doprowadzając do dezintegracji państwa. W wyniku osłabienia administracji królewskiej i defensywnej polityki ostatnich władców sumeryjskich namiestnicy poszczególnych miast zaczęli wypowiadać posłuszeństwo władzy Ibbi-Suena. W ok. 2027 p.n.e. uniezależniła się Esznunna, której królem został Szu-ilija. Władzę w Larsie znajdującej się blisko Ur przejął amorycki wódz Naplanum. W 6 roku panowania Ibbi-Suena (ok. 2024 p.n.e.) od państwa oderwały się wschodnie prowincje z istotnymi ośrodkami ekonomicznymi w Lagasz i Ummie. Będący królewskim namiestnikiem Iszbi-Erra wymusił na władcy nadanie namiestnictwa Isin, a następnie uzyskał kontrolę nad centrum religijnym państwa sumeryjskiego w Nippur. W ok. 2017 p.n.e. Iszbi-Erra otwarcie wystąpił przeciwko władcy i przyjął tytuł królewski, zakładając I dynastię z Isin. Stopniowo państwo utraciło kontrolę nad głównymi szlakami aprowizacyjnymi na Eufracie. W ostatnim okresie panowania Ibbi-Suena, upadające pod naporem Amorytów i w wyniku kolejnych secesji lokalnych możnowładców państwo III dynastii z Ur zostało zaatakowane przez Elam. W ok. 2005 p.n.e. wojska elamickie sprzymierzone z Naplanumem z Larsy, zdobyły i złupiły stolicę Ur i wzięły w niewolę Ibbi-Suena, uprowadzając go do swej stolicy w Anszan. 

O upadku III dynastii z Ur traktuje pochodzący z przełomu III i II tysiąclecia p.n.e. utwór literacki Lament nad upadkiem Ur. 